# Convocazioni per il campionato europeo femminile di calcio 1995
Questa pagina elenca le giocatrici convocate per il campionato europeo femminile di calcio a Germania 1995.

## Inghilterra
Selezionatore: Ted Copeland
| N. | Pos. | Giocatore         | Data nascita (età)         | Pres. | Reti | Squadra                 |
| -- | ---- | ----------------- | -------------------------- | ----- | ---- | ----------------------- |
|    | P    | Pauline Cope      | 16 febbraio 1969 (25 anni) |       |      | Arsenal                 |
|    | P    | Lesley Higgs      | 25 ottobre 1965 (29 anni)  |       |      | Wembley Ladies          |
|    | D    | Samantha Britton  | 8 dicembre 1973 (21 anni)  |       |      | Arsenal                 |
|    | D    | Tina Mapes        | 21 gennaio 1971 (23 anni)  |       |      | Croydon                 |
|    | C    | Kirsty Pealling   | 14 aprile 1975 (19 anni)   |       |      | Arsenal                 |
|    | D    | Donna Smith       | 17 gennaio 1967 (27 anni)  |       |      | Croydon                 |
|    | D    | Clare Taylor      | 22 maggio 1965 (29 anni)   |       |      | Liverpool               |
|    | D    | Louise Waller     | 30 luglio 1969 (25 anni)   |       |      | Millwall Lionesses      |
|    | C    | Debbie Bampton    | 7 ottobre 1961 (33 anni)   |       |      | Croydon                 |
|    | C    | Karen Burke       | 14 giugno 1971 (23 anni)   |       |      | Liverpool               |
|    | C    | Gillian Coultard  | 22 luglio 1963 (31 anni)   |       |      | Doncaster Rovers Belles |
|    | C    | Kerry Davis       | 8 febbraio 1962 (32 anni)  |       |      | Croydon                 |
|    | C    | Janice Murray     | 26 ottobre 1966 (28 anni)  |       |      | Liverpool               |
|    | C    | Marie Anne Spacey | 13 febbraio 1966 (28 anni) |       |      | Arsenal                 |
|    | C    | Sian Williams     | 2 febbraio 1968 (26 anni)  |       |      | Arsenal                 |
|    | A    | Karen Farley      | 2 settembre 1970 (24 anni) |       |      | Hammarby                |
|    | A    | Karen Walker      | 29 luglio 1969 (25 anni)   |       |      | Doncaster Rovers Belles |

## Germania
Selezionatore: Gero Bisanz
| N. | Pos. | Giocatore              | Data nascita (età)         | Pres. | Reti | Squadra                |
| -- | ---- | ---------------------- | -------------------------- | ----- | ---- | ---------------------- |
|    | P    | Manuela Goller         | 1º aprile 1964 (30 anni)   |       |      | Grün-Weiß Brauweiler   |
|    | P    | Elke Walther           | 23 novembre 1970 (24 anni) |       |      | FSV Frankfurt          |
|    | D    | Birgitt Austermühl     | 8 ottobre 1965 (29 anni)   |       |      | FSV Frankfurt          |
|    | D    | Anouschka Bernhard     | 5 ottobre 1970 (24 anni)   |       |      | FSV Frankfurt          |
|    | D    | Sandra Minnert         | 7 aprile 1973 (21 anni)    |       |      | FSV Frankfurt          |
|    | D    | Jutta Nardenbach       | 13 agosto 1968 (26 anni)   |       |      | TuS Ahrbach            |
|    | D    | Dagmar Pohlmann        | 7 febbraio 1972 (22 anni)  |       |      | FSV Frankfurt          |
|    | C    | Doris Fitschen         | 25 ottobre 1968 (26 anni)  |       |      | Sportfreunde Siegen    |
|    | C    | Ursula Lohn            | 7 novembre 1966 (28 anni)  |       |      | TuS Ahrbach            |
|    | C    | Martina Voss           | 22 dicembre 1967 (26 anni) |       |      | FC Rumeln-Kaldenhausen |
|    | C    | Bettina Wiegmann       | 7 ottobre 1971 (23 anni)   |       |      | Sportfreunde Siegen    |
|    | C    | Pia Wunderlich         | 26 gennaio 1975 (19 anni)  |       |      | SG Praunheim           |
|    | A    | Katja Bornschein       | 16 marzo 1972 (22 anni)    |       |      | FSV Frankfurt          |
|    | A    | Patricia Brocker       | 7 aprile 1966 (28 anni)    |       |      | TuS Niederkirchen      |
|    | A    | Maren Meinert          | 5 agosto 1973 (21 anni)    |       |      | FC Rumeln-Kaldenhausen |
|    | A    | Heidi Mohr             | 29 maggio 1967 (27 anni)   |       |      | TuS Ahrbach            |
|    | A    | Silvia Neid (capitano) | 2 maggio 1964 (30 anni)    |       |      | TSV Siegen             |
|    | A    | Birgit Prinz           | 25 ottobre 1977 (17 anni)  |       |      | FSV Frankfurt          |

## Norvegia
Selezionatore: Even Pellerud
| N. | Pos. | Giocatore              | Data nascita (età)          | Pres. | Reti | Squadra                       |
| -- | ---- | ---------------------- | --------------------------- | ----- | ---- | ----------------------------- |
|    | P    | Reidun Seth            | 9 giugno 1966 (28 anni)     |       |      | Öxabäcks IF                   |
|    | D    | Merete Myklebust       | 16 maggio 1973 (21 anni)    |       |      | Trondheims-Ørn                |
|    | D    | Nina Nymark Andersen   | 28 settembre 1972 (22 anni) |       |      | Sandviken                     |
|    | D    | Heidi Støre (capitano) | 4 luglio 1963 (31 anni)     |       |      | Kolbotn                       |
|    | D    | Anita Waage            | 31 luglio 1971 (23 anni)    |       |      | Trondheims-Ørn                |
|    | D    | Agnete Carlsen         | 15 gennaio 1971 (23 anni)   |       |      | Kolbotn                       |
|    | D    | Gro Espeseth           | 30 ottobre 1972 (22 anni)   |       |      | Sandviken                     |
|    | C    | Anne Nymark Andersen   | 28 settembre 1972 (22 anni) |       |      | Sandviken                     |
|    | C    | Monica Enlid           | 24 aprile 1973 (21 anni)    |       |      | Trondheims-Ørn                |
|    | C    | Hege Riise             | 18 luglio 1969 (25 anni)    |       |      | Setskog/Høland FK             |
|    | A    | Ann Kristin Aarønes    | 19 gennaio 1973 (21 anni)   |       |      | Trondheims-Ørn                |
|    | A    | Birthe Hegstad         | 23 luglio 1966 (28 anni)    |       |      | SK Sprint/Jeløy               |
|    | A    | Randi Leinan           | 9 aprile 1968 (26 anni)     |       |      | Trondheims-Ørn                |
|    | A    | Linda Medalen          | 17 giugno 1965 (29 anni)    |       |      | Nikko Securities Dream Ladies |
|    | A    | Marianne Pettersen     | 4 dicembre 1975 (19 anni)   |       |      | Gjelleråsen IF                |
|    | A    | Kristin Sandberg       | 23 marzo 1972 (22 anni)     |       |      | Asker                         |

## Svezia
Selezionatore: Bengt Simonson
| N. | Pos. | Giocatore               | Data nascita (età)         | Pres. | Reti | Squadra         |
| -- | ---- | ----------------------- | -------------------------- | ----- | ---- | --------------- |
| 1  | P    | Elisabeth Leidinge      | 6 marzo 1957 (37 anni)     |       |      | Malmö FF        |
| 2  | D    | Annika Nessvold         | 24 gennaio 1971 (23 anni)  |       |      | Malmö FF        |
| 3  | D    | Åsa Jakobsson           | 2 giugno 1966 (28 anni)    |       |      | Gideonsbergs IF |
| 4  | A    | Pia Sundhage (capitano) | 13 febbraio 1960 (34 anni) |       |      | Hammarby IF     |
| 5  | D    | Kristin Bengtsson       | 12 gennaio 1970 (24 anni)  |       |      | Hammarby IF     |
| 6  | C    | Anneli Olsson           | 7 febbraio 1967 (27 anni)  |       |      | Hammarby IF     |
| 7  | C    | Malin Andersson         | 4 maggio 1973 (21 anni)    |       |      | Älvsjö AIK      |
| 8  | C    | Eva Zeikfalvy           | 18 aprile 1967 (27 anni)   |       |      | Malmö FF        |
| 9  | A    | Ulrika Kalte            | 19 maggio 1970 (24 anni)   |       |      | Älvsjö AIK      |
| 10 | A    | Anneli Andelén          | 21 giugno 1968 (26 anni)   |       |      | Öxabäcks IF     |
| 11 | A    | Helen Johansson         | 9 luglio 1965 (29 anni)    |       |      | Jitex BK        |
| 12 | P    | Annelie Nilsson         | 14 giugno 1971 (23 anni)   |       |      | Sunnanå SK      |
| 13 | D    | Malin Lundgren          | 9 marzo 1967 (27 anni)     |       |      | Malmö FF        |
| 14 | C    | Susanne Hedberg         | 26 giugno 1972 (22 anni)   |       |      | Gideonsbergs IF |
| 15 | C    | Anna Pohjanen           | 25 gennaio 1974 (20 anni)  |       |      | Sunnanå SK      |
| 16 | A    | Helen Nilsson           | 24 novembre 1970 (24 anni) |       |      | Gideonsbergs IF |
| 17 | A    | Lena Videkull           | 9 dicembre 1962 (32 anni)  |       |      | Malmö FF        |